# 瑳峨三智子

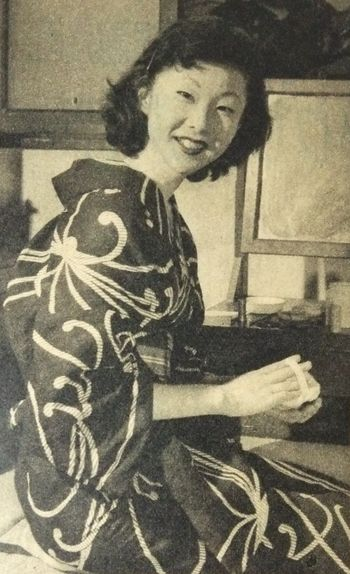
1953年

瑳峨 三智子（さが みちこ、1935年3月1日 - 1992年8月19日）は、日本の女優。俳優・月田一郎と女優・山田五十鈴との間の一人娘。京都府京都市出身。相模女子大学文学部中退。

## 来歴・人物
1942年、父・月田一郎と母・山田五十鈴が離婚し、親権を巡った訴訟後、月田に引き取られるが、1945年9月27日、月田がメチルアルコール中毒のため死去、以後、父方の祖父母に育てられる。1952年9月、東映に入社し、嵯峨美智子（後に瑳峨三智子に改名）の芸名で女優デビュー。デビュー後、母・五十鈴と十数年ぶりに対面したが、しばらくの間、母を「山田さん」と呼んで周囲を驚かせたといわれる。1956年に松竹移籍。妖艶な色気と演技力で人気を得た。1962年、俳優の岡田眞澄と婚約したが、結婚に至らず2年後に解消。その後、金銭トラブルや薬物中毒などたびたびトラブルを起こし、芸能界復帰と失踪を何度も繰り返した。俳優の森美樹とのラブロマンスもあったが、森のガス中毒による急死により悲劇となった。
1992年8月19日、滞在先のタイのバンコクでクモ膜下出血のため死去した。57歳没。
瀬戸内晴美の小説『女優』は、瑳峨をモデルにした作品である。
社団法人映像コンテンツ権利処理機構においては不明権利者とされている。

## 出演作品

### 映画

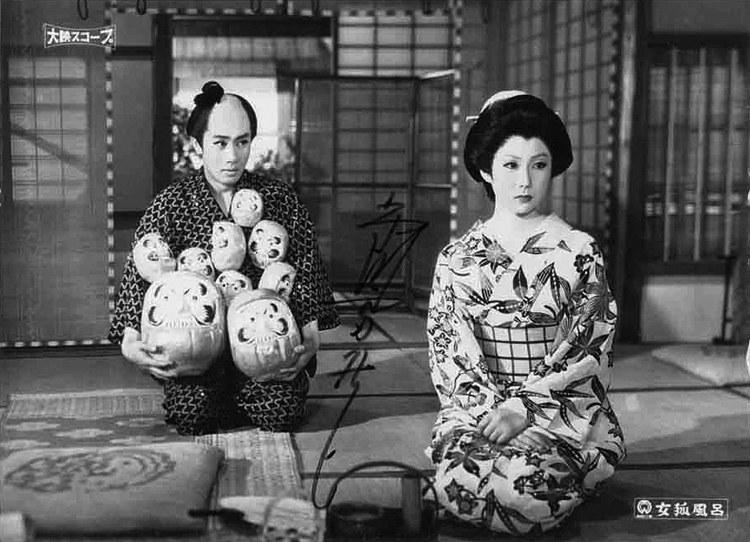
1958年製作、映画「女狐風呂」にてお光役の瑳峨三智子。同写真の男性役者は、目明し役を演じたお光の婿、市川雷蔵。

- 旗本退屈男 八百八町罷り通る (1953年、東映)
- 女間者秘聞 赤穂浪士（1953年、東映） - あや
- 戦艦大和 (1953年、新東宝)
- 潮来出島　美男剣法 (1954年、大映)
- 忠臣蔵 花の巻・雪の巻（1954年、松竹）- つや
- 唐人お吉（1954年、京映プロ）
- 次男坊鴉 (1955年、大映)
- 青春怪談（1955年、日活）
- 又四郎喧嘩旅(1956、大映)
- おしどりの間 (1956年、東宝)
- 阪妻追善記念映画 京洛五人男 （1956年）
- まらそん侍 (1956年、大映)
- 与太者と若旦那（1956年、東宝）
- 伝七捕物帖・美女蝙蝠（1957年、松竹）
- 大忠臣蔵 (1957年、松竹) - 小浪
- 伴淳・森繁の糞尿譚（1957年、松竹） - おせい
- 女狐風呂（1958年、大映）
- 大東京誕生 大江戸の鐘（1958年、松竹、演：松本幸四郎）
- おさい・権三 燃ゆる恋草（1960年、松竹）
- こつまなんきん (1960年、松竹)
- 敵は本能寺にあり（1960年、松竹）
- ひとり寝（1961年、松竹）
- 続こつまなんきん お香の巻（1961年、松竹）
- 甘い夜の果て (1961年、松竹)
- 大当り三代記（1961年、松竹）
- 湖愁（1962年、松竹）
- 恋や恋なすな恋 (1962年、東映)
- 裸体 (1962年、松竹)
- 悪名市場（1963年、大映）
- 影を斬る（1963年、大映）
- 丹下左膳 (1963年、松竹京都)
- ばりかん親分（1963年、松竹）
- 眠狂四郎魔性剣（1965年、大映) - おりん
- 続・網走番外地 (1965年、東映)
- 浪曲子守唄 (1966年、東映) - 志保
- 若親分あばれ飛車 (1966年、大映)
- 新遊侠伝（1966年、日活）- お仙
- 新・兵隊やくざ (1966年、大映)
- 日本暗黒史 血の抗争 (1967年、東映)
- やくざ非情史 血の盃 (1969年、日活)
- 十六歳の戦争 (1973年、サンオフィス)
- 歌麿 夢と知りせば (1977年、日本ヘラルド映画)
- 橋 (1988年、松竹)

### テレビドラマ
- 百万人の劇場 第20回「おはん」（1960年、CX） - おはん
- 善魔（1962年、TBS）
- NHK大河ドラマ（NHK）
  - 赤穂浪士（1964年） - お千賀
  - 源義経（1966年） - まごめ
  - 三姉妹（1967年） - お勇
- 新吾十番勝負 第15話「忍者がやって来た！」（1967年、TBS / 松竹テレビ室）- お島（※嵯峨三智子名義）
- 銭形平次 第40話「節分の女」（1967年、CX） - お芳
- 眠狂四郎 第12話「夢幻花火」（1967年、CX）
- ふりむくな鶴吉 第37話「隣人」（1975年、NHK）
- 必殺必中仕事屋稼業 第16話「仕上げて勝負」（1975年、ABC） - おらん
- 影同心 第19話「色の地獄は殺し節」（1975年、MBS） - お半
- 破れ傘刀舟悪人狩り 第27話「妖花女殺し屋」（1975年、NET） - お紋
- 非情のライセンス 第2シリーズ 第49話「兇悪の射殺命令」（1975年、NET） - 坊城美和
- 伝七捕物帳 第105話「鳥追い無情」(1976年、NTV）- おしん